# Nils Elvander
Nils Axel Ivar Elvander, född 16 april 1928 i Linköping, död 10 oktober 2006 i Helga Trefaldighets församling, Uppsala, var en svensk nationalekonom och statsvetare.

## Biografi
Elvander avlade filosofie kandidatexamen vid Uppsala universitet 1951 och filosofie licentiatexamen där 1955. Han promoverades till filosofie doktor 1961 och var docent i statskunskap där 1961–1967, preceptor 1967–1969 och professor från 1969. Elvander var prodekanus vid samhällsvetenskapliga fakulteten vid Uppsala universitet 1977–1982, forskningledare vid Rådet för företagsledning och arbetslivsfrågor 1982–1987 samt professor i arbetsmarknadens relationer på nationalekonomiska institutionen vid Uppsala universitet 1991–1993. Han forskade om konservativ idédebatt, intresseorganisationer, industriella organisationer, lönepolitik och den svenska modellen. 
Nils Elvander var son till chefredaktören för Svenska Dagbladet Ivar Anderson och Märta Elfverson. Han är begravd på Berthåga kyrkogård.